# 4497 Taguchi
4497 Taguchi је астероид главног астероидног појаса са средњом удаљеношћу од Сунца која износи 2,425 астрономских јединица (АЈ).
Апсолутна магнитуда астероида је 11,5.